# 스위스 시스템
스위스식 토너먼트는 고정된 라운드 수로 진행되는 비탈락 승자전 방식이지만, 라운드 로빈에 비해 라운드 수가 상당히 적다. 따라서 각 참가자(팀 또는 개인)가 다른 모든 참가자와 경기를 치르지는 않는다. 각 라운드에서 참가자들은 일대일로 만나며, 각 참가자가 비슷한 현재 점수를 가진 상대와 대결하되 같은 상대와 두 번 이상 대결하지 않도록 설계된 일련의 규칙에 따라 짝지어진다. 승자는 모든 라운드에서 얻은 총점이 가장 높은 참가자이다. 참가자 수가 짝수일 경우 모든 참가자가 각 라운드에서 경기를 치른다.
스위스 시스템은 전체 라운드 로빈(모든 플레이어가 서로 대결)을 실행하기에는 참가자가 너무 많고, 토너먼트가 끝나기 전에 참가자를 탈락시키는 것이 바람직하지 않은 대회에 사용된다. 반면, 라운드 로빈은 참가자 수가 적을 때 적합하다. 반면 싱글 엘리미네이션(녹아웃) 토너먼트는 참가자 수를 빠르게 줄이지만, 최고의 참가자가 반드시 우승하는 것은 아니다. 이는 좋은 참가자가 단일 경기에서 부진하거나 초반 라운드에서 만나 서로를 탈락시키고 지치게 할 수 있기 때문이다.
조별 형식이나 모든 대진표가 대회 시작부터 알려진 다른 시스템과 달리, 스위스 시스템에서는 각 라운드의 대진표가 이전 라운드가 끝난 후 결정되며 그 결과에 따라 달라진다.
스위스 시스템은 단 한 번의 나쁜 결과로도 참가 자격이 종료되지 않으면서도, 많은 참가자와 비교적 적은 라운드 수로 명확한 승자를 가려내고자 한다.
이 시스템은 1895년 취리히에서 열린 체스 토너먼트에서 줄리어스 뮐러(Julius Müller)에 의해 처음 사용되었으며, 그 때문에 "스위스 시스템"이라는 이름이 붙었다. 현재는 브리지, 체스, 많은 게임에서 사용되고 있다.

## 대진 절차
첫 라운드를 제외한 모든 라운드에서는 참가자들이 현재까지의 성적에 따라 짝지어진다. 첫 라운드에서는 참가자들이 무작위로 짝지어지거나, 특정 게임이나 스포츠에 적합하다고 알려진 어떤 패턴에 따라 짝지어진다. 상위 랭크 참가자들이 마지막 라운드에서 만나기를 원한다면, 싱글 엘리미네이션 토너먼트에서 미리 랭크된 선수들의 시드 배정과 마찬가지로, 시작 시 다른 브래킷에 배치되도록 패턴을 설정해야 한다. 이후 라운드에서는 참가자들이 누적 점수에 따라 정렬되며, 그 시점까지 동일하거나 비슷한 점수를 가진 상대와 짝지어진다. 대진 규칙은 상당히 복잡해야 하는데, 이는 두 명의 선수가 두 번 이상 서로 대결하지 않도록 하고, 선수가 우연히 이점을 얻는 것을 피해야 하기 때문이다.
자세한 대진 규칙은 스위스 시스템의 변형마다 다르다. 규칙이 상당히 복잡하고, 라운드 사이에 대진을 결정하는 데 긴 지연이 바람직하지 않으므로, 토너먼트 주최자는 종종 컴퓨터 프로그램을 사용하여 대진을 수행한다.
체스에서는 "스위스"라는 용어가 사용될 때 종종 국제 체스 연맹에서 "네덜란드 시스템"이라고 부르는 특정 대진 규칙이 암시된다. 모나드 시스템은 덴마크와 노르웨이의 체스뿐만 아니라 전 세계의 다른 스포츠에서도 흔히 사용된다. 이 두 시스템은 아래에 설명되어 있다.

### 네덜란드 시스템
선수들은 점수를 기준으로 그룹으로 나뉜다. 동일하거나 비슷한 점수를 가진 각 그룹 내에서 선수들은 평점 또는 다른 기준에 따라 순위가 매겨진다. 다른 대진 규칙에 따라 상위 절반은 하위 절반과 짝지어진다. 예를 들어, 한 점수 그룹에 8명의 선수가 있다면, 1번은 5번과, 2번은 6번과 짝지어진다. 그리고 선수들이 서로 두 번 만나지 않도록 수정되고, 색상 균형(체스에서)을 맞춘다. 이 방법이 작동하려면 점수 그룹이 너무 작아서는 안 되므로, 전체 참가자 수가 적을 경우 점수 그룹은 적합한 접근 방식이 아니다.
이 대진 시스템은 이 시스템이 사용되는 토너먼트에 예선전이 있다면 경쟁의 공정성에 문제가 있을 수 있다. 예를 들어, 특정 예선전이 8개 팀 스위스 방식 토너먼트에서 5위부터 8위 시드를 결정한다고 가정해 보자. 네덜란드 시스템이 사용되면, 예선전 참가 선수나 팀은 최선을 다하지 않도록 동기를 부여받을 수 있는데, 그렇게 하면 첫 라운드에서 1위 시드와 대결하게 되어 좋은 점수를 얻을 가능성이 줄어들기 때문이다. 반대로, 녹아웃 토너먼트의 경우, 가장 높은 시드는 일반적으로 가장 낮은 시드와, 두 번째로 높은 시드는 두 번째로 낮은 시드와 짝지어지는 식이다. 이는 선수나 팀이 최선을 다해 더 높은 시드를 얻어 낮은 시드의 선수/팀과 대결할 수 있도록 동기를 부여한다.

### 모나드 시스템
선수들은 먼저 점수를 기준으로, 그 다음에는 시작 번호(무작위이거나 시드 배정에 기반할 수 있음)를 기준으로 순위가 매겨진다. 그런 다음 1번은 2번과, 3번은 4번과 대결하는 식이며, 다른 규칙들이 준수되도록 수정이 이루어진다. 선수들은 점수(점수 그룹이 아님)와 원래 순위에 따라 정렬된 다음, 각 선수는 다음 상대와 짝지어진다. 일반적으로 중복을 제외한다.
덴마크에서 체스에 사용되는 모나드 시스템은 매우 간단하여, 선수들은 처음에 무작위로 순위가 매겨지며, 선수들이 서로 두 번 만나지 않도록만 대진이 수정된다. 노르웨이 시스템은 첫 라운드 대진을 위한 선택적 시드 시스템을 가지고 있으며, 점수 그룹 내에서 대진 알고리즘은 선수들에게 번갈아 가며 색상을 부여하려고 노력한다.

## 최종 점수 및 타이브레이킹
정해진 라운드 수가 있다. 마지막 라운드 후, 선수들은 점수에 따라 순위가 매겨진다. 만약 선수들이 동점인 경우, 모든 상대 점수의 합(부홀츠 체스 평점)과 같은 타이브레이크 점수가 사용된다.

## 분석, 장점, 단점
비긴 경기가 없고 부전승이 승리로 처리된다고 가정하면, 명확한 승자(그리고 우연히도 명확한 패자)를 결정하려면 녹아웃 토너먼트와 동일한 라운드 수가 필요하며, 이는 선수 수의 이진 로그를 올림한 값이다. 따라서 3라운드는 최대 8명의 선수를, 4라운드는 최대 16명의 선수를, 10라운드는 최대 1024명의 선수를 처리할 수 있다. 이 최소 라운드 수보다 적게 진행되면, 두 명 이상의 선수가 모든 경기를 이겼지만 서로 대결하지 않아 완벽한 점수로 토너먼트를 마치게 된다. 마찬가지로, 이 라운드 수보다 많이 진행되면, 어떤 선수도 완벽한 점수를 받지 못했다고 가정할 때 두 명 이상의 선수가 동일한 점수로 토너먼트를 마칠 수 있다. 선수들이 최대 한 번만 서로 만나야 하고 대진이 결과에 따라 선택된다는 사실 때문에, 스위스 시스템 토너먼트의 라운드 수에는 자연적인 상한선이 있으며, 이는 선수 수의 절반을 올림한 값과 같다. 이 라운드 수보다 많이 진행되면, 토너먼트가 실행 가능한 라운드가 없거나 일부 선수들이 두 번째로 서로 대결해야 하는 상황에 직면할 수 있다.
녹아웃 토너먼트와 비교할 때, 스위스 시스템은 누구도 탈락시키지 않는다는 장점이 있다. 토너먼트에 참가한 선수는 결과에 관계없이 모든 라운드에 참가할 수 있음을 알고 있다. 유일한 예외는 참가자 수가 홀수일 때 한 선수가 남는 경우이다. 남은 선수는 부전승을 얻는다. 그들은 해당 라운드에 출전하지 않지만 일반적으로 경기에서 승리한 것과 동일한 점수(예: 체스 토너먼트에서 1점)를 받는다. 이 선수는 다음 라운드에 다시 참가하며 다른 부전승은 받지 않는다.
녹아웃 토너먼트와 비교했을 때 또 다른 장점은 최종 순위가 토너먼트 우승자뿐만 아니라 모든 참가자의 상대적인 실력을 어느 정도 보여준다는 것이다. 반대로 녹아웃 토너먼트에서는 두 번째로 잘하는 참가자가 반드시 패배한 결승 진출자가 아니다. 그들은 이전 라운드에서 최종 토너먼트 우승자에게 패배한 모든 참가자 중 한 명일 수 있다.
스위스 시스템 토너먼트에서는 때때로 한 선수가 너무 크게 앞서서 마지막 라운드에서 마지막 게임을 져도 토너먼트 우승이 확정되는 경우가 있다. 이는 몇 가지 단점이 있다. 첫째, 스위스 시스템 토너먼트는 항상 녹아웃 결승전과 같은 흥미진진한 클라이맥스로 끝나지 않는다. 둘째, 최종 게임의 결과가 1위와는 상관없지만, 1위 선수가 2위 또는 3위 상을 누가 받을지 결정할 수 있다. 1995년 스크래블 올스타 토너먼트에서 토너먼트 감독은 이미 1위를 확정 지은 데이비드 깁슨을 상을 받을 수 없는 가장 높은 순위의 선수와 짝지어, 2위와 3위 선수가 최종 순위를 놓고 경쟁할 수 있도록 했다. "깁슨 규칙"은 스크래블 토너먼트에서 선택 사항인데, 소규모 토너먼트의 선수들은 여전히 전체 평점을 향상시키기 위해 마지막 게임에서 이길 동기를 가질 수 있기 때문이다. 선수들은 다음 라운드 진출을 확정했을 때도 "깁슨화"될 수 있으며, 다음 라운드에 진출할 수 없는 가장 높은 순위의 선수와 짝지어질 수 있다.
이 시스템은 8볼 잉글랜드 국가대표팀 선발에 사용된다. 64명의 선수가 토너먼트를 시작하며 6라운드 후, 무패인 상위 선수가 자격을 얻는다. 나머지 7자리는 일련의 라운드 로빈과 플레이오프를 통해 결정된다.
라운드 로빈과 비교하여, 스위스 토너먼트는 비현실적인 라운드 수 없이 많은 선수를 처리할 수 있다. 엘리미네이션 토너먼트는 토너먼트에서 동시에 플레이할 수 있는 게임 수가 제한된 상황에 더 적합하다. 예를 들어, 테니스 토너먼트에 64명의 선수가 있지만 8개의 코트만 사용할 수 있다면, 한 라운드의 모든 경기를 동시에 플레이할 수 없다. 스위스 토너먼트에서는 각 라운드가 8경기씩 4개의 웨이브로 나뉘어야 한다. 이는 최소 6라운드 동안 총 24개의 웨이브를 초래한다. 반대로, 싱글 엘리미네이션 토너먼트의 경우, 첫 라운드는 4개의 웨이브가 필요하고, 다음 라운드는 2개, 그리고 나머지 모든 라운드는 각각 단일 웨이브로 구성된다. 동일한 6라운드 동안 단 9개의 웨이브만 발생한다. 웨이브 형식이 엄격하게 필요한 것은 아니며, 대신 같은 라운드의 다른 경기가 끝나자마자 경기가 시작될 수 있지만, 원칙은 거의 동일하다는 점에 유의해야 한다.
스위스 토너먼트에서는 다음 라운드가 시작되기 전에 특정 라운드의 모든 결과가 기록되어야 한다. 이는 각 라운드가 가장 느린 경기만큼 오래 걸린다는 것을 의미한다. 싱글 엘리미네이션 토너먼트에서는 두 개의 선행 경기가 완료되면 어떤 경기든지 시작할 수 있다. 이는 브래킷의 한 가지가 연속으로 여러 느린 경기를 가질 경우 뒤쳐질 수 있지만, 이후 여러 빠른 경기를 가질 경우 따라잡을 수 있다. 또한, 각 라운드는 이전 라운드보다 적은 경기를 가지며, 해당 라운드의 경기 수가 감소함에 따라 라운드에서 가장 긴 경기의 평균은 평균 경기와 더 밀접하게 일치할 것이다.

## 변형

### 가속 대진
가속 대진 또는 가속 스위스 방식은 라운드 수에 비해 최적의 선수 수를 초과하는 일부 대규모 토너먼트에서 사용된다. 이 방법은 초기 라운드에서 표준 방식보다 상위 선수들을 더 빠르게 짝지으며 (두 라운드 후 약 2배 요인으로) 완벽한 점수를 가진 선수의 수를 더 빠르게 줄이는 효과가 있다.
처음 두 라운드 동안은 상위 절반에 속한 선수들에게 오직 대진 목적으로만 1점이 추가된다. 그 다음 이 추가 점수를 고려하여 처음 두 라운드는 정상적으로 대진된다. 사실상 첫 라운드에서는 상위 4분의 1이 두 번째 4분의 1과, 세 번째 4분의 1이 네 번째 4분의 1과 대결한다. 첫 번째와 세 번째 4분의 1에 속한 대부분의 선수들은 첫 라운드에서 승리해야 한다. 대략 그렇다고 가정하면, 사실상 두 번째 라운드에서는 상위 8분의 1이 두 번째 8분의 1과, 두 번째 4분의 1이 세 번째 4분의 1과, 그리고 일곱 번째 8분의 1이 하위 8분의 1과 대결한다. 즉, 두 번째 라운드에서는 상위 절반의 승자들이 서로 대결하고, 하위 절반의 패자들이 서로 대결하며, 상위 절반의 패자들은 하위 절반의 승자들과 함께 풀에 들어간다. 두 라운드 후에는 선수들의 약 1⁄8이 완벽한 점수를 가질 것이며, 1⁄4가 아니다. 두 번째 라운드 후에는 표준 대진 방식이 사용된다 (상위 절반에서 시작한 선수들에게 추가 점수 없이).
표준 스위스 시스템과 가속 대진 방식을 비교하기 위해, 1위부터 8위까지의 8명의 선수가 참가하는 토너먼트를 고려해 보자. 상위 랭크 선수가 항상 이긴다고 가정한다.
| 표준 스위스 시스템                                              | 가속 대진                                                       |
| 1라운드                                                         | 1라운드                                                         |
| --------------------------------------------------------------- | --------------------------------------------------------------- |
| #1 대 #5, #1 승 #2 대 #6, #2 승 #3 대 #7, #3 승 #4 대 #8, #4 승 | #1 대 #3, #1 승 #2 대 #4, #2 승 #5 대 #7, #5 승 #6 대 #8, #6 승 |
| 2라운드                                                         |                                                                 |
| #1 대 #3, #1 승 #2 대 #4, #2 승 #5 대 #7, #5 승 #6 대 #8, #6 승 | #1 대 #2, #1 승 #3 대 #5, #3 승 #4 대 #6, #4 승 #7 대 #8, #7 승 |
| 2라운드 후 순위는 다음과 같다.                                  |                                                                 |
| 1: 2-0 2: 2-0 3: 1-1 4: 1-1 5: 1-1 6: 1-1 7: 0-2 8: 0-2         | 1: 2-0 2: 1-1 3: 1-1 4: 1-1 5: 1-1 6: 1-1 7: 1-1 8: 0-2         |

가속 대진은 더 적은 수의 선수들이 완벽한 점수를 가지도록 보장하지는 않는다. 2라운드에서 #5와 #6이 #3과 #4를 상대로 이변을 일으키고, #1과 #2 사이에 결정적인 결과가 나온다면, 완벽한 2-0 점수를 가진 선수가 세 명 나올 것이다.

### 덴마크 시스템
덴마크 시스템은 원칙적으로 모나드 시스템과 유사하지만, 선수들이 두 번 만나지 않아야 한다는 제한이 없다. 따라서 항상 1위 대 2위, 3위 대 4위 등으로 진행된다.
브리지 팀 토너먼트가 "라운드 로빈" 방식으로 진행되지 않는다면, 보통 스위스 시스템으로 시작하여 같은 팀들이 자주 맞붙지 않도록 하지만, 마지막 한두 라운드에서는 덴마크 시스템으로 전환될 수 있다. 특히 토너먼트 중 이전에 만났더라도 1위와 2위 팀이 우승을 놓고 싸울 수 있도록 허용하기 위함이다. 이는 상대적으로 적은 팀이 참가할 때 더 흔하다. 참가 팀이 많을 때는 이전에 만나지 않은 고득점 팀들을 쉽게 매치시킬 수 있다.

### 그랑프리 시스템
3개월 동안 매주 한 라운드씩 진행되는 등 장기간 진행되는 일부 토너먼트에서는 그랑프리 시스템이 사용될 수 있다. 선수의 최종 점수는 최고의 결과(예: 12라운드 중 최고 10개 결과)를 기반으로 한다. 선수들은 모든 라운드에 참가할 필요가 없으며, 언제든지 토너먼트에 참가하거나 탈락할 수 있다. 사실, 그들은 원한다면 한 경기만 할 수도 있지만, 일단 상을 받으려면 더 많은 라운드를 플레이하여 점수를 축적해야 한다. 따라서 이 토너먼트에는 상을 노리고 여러 라운드를 플레이하려는 선수들과 한두 경기만 플레이하려는 선수들이 모두 포함된다.

### 맥마흔 시스템
맥마흔 시스템 토너먼트로 알려진 변형은 유럽 바둑 토너먼트가 진행되는 확립된 방식이다. 일본의 프로 스모 토너먼트도 이 시스템과 매우 유사하다. 이는 주로 선수들이 토너먼트 시작 전에 초기 대진을 결정하는 실력 등급을 가지고 있다는 점에서 기본 스위스 시스템 접근 방식과 다르며, 기본 스위스 시스템에서는 모든 선수가 동일한 실력 등급에서 시작한다. 맥마흔 시스템은 초기 라운드에서 매우 강한 팀이 매우 약한 팀을 만날 확률을 줄여준다. 이 시스템은 벨 연구소의 리 E. 맥마흔(1931-1989)의 이름을 따서 명명되었다.

### 아말피 시스템
이탈리아의 토너먼트 시스템이다. 스위스 시스템과 유사하지만, 선수들을 점수를 기준으로 나누지 않는다. 각 라운드 대진을 결정하기 전에, 선수들은 점수 내림차순/평점 내림차순으로 나열되며, 목록의 첫 번째 선수의 상대는 남은 라운드 수와 동일한 수만큼 뒤에 있는 선수이며, 다른 선수들도 마찬가지이다. 이 결과, 첫 라운드에서 상대방 간의 평점 차이가 그리 크지 않고(가속 시스템과 마찬가지로), 이상적으로는 토너먼트에 참가한 선수 수와 라운드 수에 관계없이 1위와 2위 사이의 "빅 매치"가 마지막 라운드에서 발생해야 한다.

### 카이저 시스템
아말피 시스템과 다소 유사하게, 카이저 시스템은 예를 들어 몇 주 동안 매주 경기가 열리는 내부 클럽 챔피언십과 같이 장기간 진행되는 토너먼트에 대해 스위스 또는 라운드 로빈 시스템보다 더 흥미로운 대진 시스템을 제공하는 것을 목표로 한다. 카이저 시스템의 장점은 모든 선수가 토너먼트의 모든 라운드에 참석할 필요가 없다는 것이다. 그들은 토너먼트에 매우 쉽게 참가하고, 떠나고, 다시 참가할 수 있다. 카이저 시스템은 또한 비슷한 실력의 상대를 짝지으려 함으로써 게임의 흥미를 극대화한다. 이 시스템은 벨기에, 특히 네덜란드의 체스 클럽에서 꽤 많이 사용된다.

## 활용

### 체스
체스에서는 각 선수가 동등한 성적 점수를 가진 다른 선수와 짝지어진다. 스위스 시스템을 사용하여 진행되는 체스 토너먼트의 1라운드에서는 일반적으로 선수들이 알려진 경기력, 즉 지역 클럽, 국가 연맹 또는 국제 체스 연맹에서 부여한 평점에 따라 시드 배정된다. 일부 대회, 특히 선수 중 공식 체스 평점을 가진 사람이 없거나 거의 없는 경우에는 선수들이 무작위로 짝지어진다. 경기가 시작되면 승리한 선수에게는 1점, 비긴 선수에게는 0.5점, 패배한 선수에게는 0점이 부여된다. 승패와 관계없이 모든 선수는 다음 라운드로 진출하며, 승자들은 동등한 성적 점수를 가진 상대와 짝지어진다(예: 1라운드의 승자들은 서로 대결하고, 1라운드의 무승부자들은 서로 대결하는 식). 후반 라운드(일반적인 토너먼트는 3~9라운드)에서는 선수들이 동일하거나 거의 동일한 점수를 가진 상대와 맞선다. 어떤 선수도 같은 상대와 두 번 이상 짝지어지지 않는다.
스위스 시스템 체스 대회의 규칙은 또한 각 선수가 백색과 흑색으로 동등한 수의 경기를 치르도록 보장하려고 노력한다. 각 라운드에서 색상을 번갈아 가며 사용하는 것이 가장 바람직하며, 같은 색상이 세 번 연속으로 반복되는 경우는 없다.
동점인 선수들은 이상적으로는 평점에 따라 순위가 매겨진다. 그 다음 상위 절반이 하위 절반과 짝지어진다. 예를 들어, 한 점수 그룹에 8명의 선수가 있다면, 1번은 5번과 대결하고, 2번은 6번과 대결하는 식이다. 토너먼트 또는 토너먼트의 한 섹션에 홀수 명의 선수가 있을 때, 한 선수는 보통 "부전승"을 받는다. 즉, 그 선수가 대진되지 않는 라운드이다. 그 다음 색상 균형을 맞추고 선수들이 서로 두 번 만나지 않도록 수정이 이루어진다.
미국에서 스위스 시스템을 사용한 첫 번째 전국 대회는 1945년 텍사스주 코퍼스 크리스티에서 열렸으며, 이를 사용한 첫 체스 올림피아드는 1976년 하이파에서 개최되었다.
체스에서 스위스와 모나드라는 용어는 모두 다른 대진 알고리즘을 가진 시스템을 나타낸다. 모나드 대진 시스템은 덴마크와 노르웨이에서 흔히 사용되는 반면, 다른 대부분의 국가에서는 국제 체스 연맹이 정의한 스위스 시스템 중 하나를 사용한다. 다른 대부분의 스포츠에서는 하나의 형식만 사용되며 모나드 또는 스위스로 알려져 있다.

### 이스포츠
이스포츠 토너먼트에서 흔히 사용되는 스위스 시스템의 변형은 모든 참가자가 동일한 수의 게임을 플레이하는 대신, 참가자가 미리 설정된 승패 수에 도달할 때까지 플레이하는 방식이다. 이 시스템에서 필요한 수의 게임을 이긴 선수나 팀은 토너먼트의 다음 단계로 진출하고 이 단계에서는 더 이상 게임을 플레이하지 않는다. 반대로, 충분한 게임을 패배한 선수나 팀은 토너먼트에서 탈락한다. 이 시스템은 카운터-스트라이크 2에서 ESL이 ESL One 쾰른 2016 토너먼트 예선 라운드 동안 처음 사용했다. PGL 메이저 스톡홀름 2021부터 이 주요 챔피언십에 부홀츠 시스템이 도입되었다.

### 바둑
바둑 토너먼트에서는 스위스 시스템을 사용하는 경우가 비교적 적다. 적어도 유럽과 미국에서는 대부분의 아마추어 바둑 토너먼트가 현재 맥마흔 시스템을 사용하고 있다. 스위스 시스템 토너먼트에서는 상위 선수들이 마지막 라운드에서 만날 수 있도록 이후 적용되는 스위스 대진 규칙이 허용되려면 초기 라운드에서 매우 불균형한 대결("도살 대진"이라는 초기 패턴 이름)로 시작해야 한다. 맥마흔 시스템은 모든 선수들이 비슷한 실력의 선수들과 대결할 수 있도록 설계되었으며, 선수들의 현재 진정한 실력 수준을 더 정확하게 반영하는 최종 순위를 생성한다.

## 같이 보기
- 스위스 시스템 토너먼트의 타이브레이킹

다른 토너먼트 시스템
- 라운드 로빈
- 싱글 엘리미네이션 토너먼트
- 더블 엘리미네이션 토너먼트
- 스헤베닝언 시스템